# 拉格鲁瓦斯
拉格鲁瓦斯（法語：La Groise，法語發音：[la ɡʁwaz]）是法国上法蘭西大區北部省的一个市镇，属于康布雷区。

## 地理
拉格鲁瓦斯（50°4'30"N, 3°40'54"E）面积9.38 平方千米，位于法国上法蘭西大區北部省，该省份为法国最北部的省份及最长的省份，西北濒北海，西接加来海峡省，南至埃纳省和索姆省，东与比利时接壤。
与拉格鲁瓦斯接壤的市镇（或旧市镇、城区）包括：费米-勒萨尔、桑布尔河畔卡蒂永、勒法夫里勒、朗德勒西、奥尔。

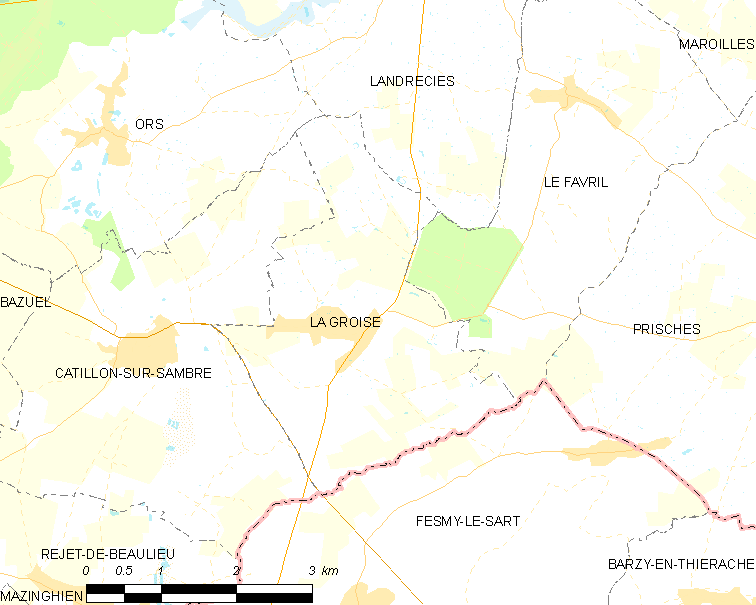
拉格鲁瓦斯的OSM定位图

拉格鲁瓦斯的时区为UTC+01:00、UTC+02:00（夏令时）。

## 行政
拉格鲁瓦斯的邮政编码为59360，INSEE市镇编码为59274。

## 政治
拉格鲁瓦斯所属的省级选区为勒卡托康布雷西县。

## 人口

1962-2008年间拉格鲁瓦斯人口变化图示

拉格鲁瓦斯于2022年1月1日时的人口数量为470人。